# Unterseeboot 963
L'Unterseeboot 963 ou U-963 est un sous-marin allemand (U-Boot) de type VIIC utilisé par la Kriegsmarine pendant la Seconde Guerre mondiale.
Le sous-marin fut commandé le 5 juin 1941 à Hambourg (Blohm + Voss), sa quille fut posée le 20 avril 1942, il fut lancé le 30 décembre 1942 et mis en service le 17 février 1943, sous le commandement du Leutnant zur See Karl Boddenberg.
L'U-963 n'endommagea ou ne coula aucun navire au cours des 10 patrouilles (282 jours en mer) qu'il effectua.
Il fut sabordé au Portugal en mai 1945.

## Conception
Unterseeboot type VII, l'U-963 avait un déplacement de 769 tonnes en surface et 871 tonnes en plongée. Il avait une longueur totale de 67,10 m, un maître-bau de 6,20 m, une hauteur de 9,60 m et un tirant d'eau de 4,74 m. Le sous-marin était propulsé par deux hélices de 1,23 m, deux moteurs Diesel Germaniawerft M6V 40/46 de 6 cylindres en ligne de 1 400 ch à 470 tr/min, produisant un total de 2 060 à 2 350 kW en surface et de deux moteurs électriques Brown, Boveri & Cie GG UB 720/8 de 375 ch à 295 tr/min, produisant un total 550 kW, en plongée. Le sous-marin avait une vitesse en surface de 17,7 nœuds (32,8 km/h) et une vitesse de 7,6 nœuds (14,1 km/h) en plongée. Immergé, il avait un rayon d'action de 80 milles marins (150 km) à 4 nœuds (7,4 km/h; 4,6 milles par heure) et pouvait atteindre une profondeur de 230 m. En surface son rayon d'action était de 8 500 milles nautiques (soit 15 700 km) à 10 nœuds (19 km/h).
L'U-963 était équipé de cinq tubes lance-torpilles de 53,3 cm (quatre montés à l'avant et un à l'arrière) et embarquait quatorze torpilles. Il était équipé d'un canon de 8,8 cm SK C/35 (220 coups) et d'un canon antiaérien de 20 mm Flak. Il pouvait transporter 26 mines TMA ou 39 mines TMB. Son équipage comprenait 4 officiers et 40 à 56 sous-mariniers.

## Historique
Il reçut sa formation de base au sein de la 5. Unterseebootsflottille jusqu'au 31 juillet 1943, il intégra sa formation de combat dans la 1. Unterseebootsflottille puis dans la 11. Unterseebootsflottille à partir du 1er novembre 1944.
Le 4 septembre 1943, l'U-963 effectue sa première patrouille de guerre au départ de Trondheim pour l'Atlantique Nord. Lors de son transit par le détroit du Danemark, il est endommagé par des glaces dérivantes. L'U-963 est contraint de rentrer à la base en raison des dommages subis.
Lors de sa deuxième patrouille, l'U-963 navigue en meute à la recherche de convois dans l'Atlantique jusqu'à l'est de Terre-Neuve, mais ne rencontre aucun succès. Après 60 jours en mer, il rejoint son port d'attache de Lorient qu'il atteint le 3 décembre 1943.
Pendant sa troisième patrouille, le 5 février 1944, l'U-963 abat un avion bombardier B-24 britannique du 53 Sqn RAF / T. Le 26 mars 1944, il est attaqué au large de Brest par un avion allié non identifié, qui blesse neuf hommes d'équipage, dont deux grièvement. Le sous-marin arrive à Brest le lendemain.
L'U-963 reprend la mer pour sa quatrième patrouille le 6 juin 1944. Le lendemain, il est attaqué et endommagé par un Liberator du Sqn 53 piloté par le F/Lt J.W. Carmichael, au nord-ouest d'Ouessant.
Le 11 juillet 1944 à 22 heures, l'U-963 quitte Brest en compagnie de l'U-415. Il rentre trois jours après.
Le 12 août 1944, deux hommes d'équipage sont tués lors de bombardements de la RAF contre la base de Brest. Le Boozsmaaz Albrecht Sekula meurt sur le coup, tué par l'explosion d'une bombe à quai, tandis que son coéquipier Maschinenobergefrezter Helmut Laskosky meurt plus tard de ses blessures dans un tunnel derrière le U-Bunker, transformé en hôpital de campagne.
Lors de sa septième patrouille le 21 août 1944 à 0 h 17, il perd un homme d'équipage (Boozsmaaz Hans Reiler) lors d'une plongée d'urgence dans le golfe de Gascogne.
Sa huitième patrouille se déroule du 29 août au 7 octobre 1944, soit 40 jours en mer. L'U-963 est l'un des trois U-Boote équipé d'un Schnorchel qui opèrent dans la Manche à partir de la mi-septembre 1944. Des navires alliés étant coulés dans cette zone dans la première semaine de septembre 1944, le trafic se réduit. L'U-963 reste sur place pendant quelques jours mais ne rencontre aucun succès.
Le 16 janvier 1945, l'U-963 quitte Bergen pour les côtes britanniques. Pendant la première semaine de février 1945, il patrouille dans la mer d'Irlande, sans succès. À partir du 10 février 1945, des réparations sont effectuées sur son Schnorchel.
Sa dixième et dernière patrouille l'emmène dans l'Atlantique Ouest. L'U-963 doit réaliser une opération de mouillage de mines au large de Portland (Maine). Il est en partance lorsque la guerre prend fin le 4 mai 1945. L'U-963 fait alors route vers l'est ; sur le chemin du retour le 20 mai 1945 à 10 h 0 précise, en contravention avec les termes de la reddition, son équipage l'échoue et le saborde près de Nazaré à l'ouest de Porto (Portugal), à la position 39° 36′ N, 9° 05′ O. L'équipage rejoint la terre à l'aide de canots pneumatiques gonflables[réf. nécessaire]. 
Les autorités portugaises internent les 48 membres d'équipage qui sont remis aux autorités britanniques.

## Affectations
- 5. Unterseebootsflottille du 17 février 1943 au 31 juillet 1943 (Période de formation).
- 1. Unterseebootsflottille du 1er août 1943 au 31 octobre 1944 (Unité combattante).
- 11. Unterseebootsflottille du 1er novembre 1944 au 8 mai 1945 (Unité combattante).

## Commandement
- Oberleutnant zur See Karl Boddenberg du 17 février 1943 à décembre 1944 (Croix allemande).
- Oberleutnant zur See Werner Müller du 13 août 1944 au 21 août 1944.
- Oberleutnant zur See Rolf-Werner Wentz de décembre 1944 au 20 mai 1945.

## Patrouilles
|       | Commandant              | Départ           | Départ     | Arrivée           | Arrivée    | Jours     | Succès |
| ----- | ----------------------- | ---------------- | ---------- | ----------------- | ---------- | --------- | ------ |
|       | Oblt. Karl Boddenberg   | 17 août 1943     | Kiel       | 20 août 1943      | Bergen     | 4 jours   |        |
|       | Oblt. Karl Boddenberg   | 24 août 1943     | Bergen     | 26 août 1943      | Trondheim  | 3 jours   |        |
| 1     | Oblt. Karl Boddenberg   | 4 septembre 1943 | Trondheim  | 18 septembre 1943 | Trondheim  | 15 jours  |        |
| 2     | Oblt. Karl Boddenberg   | 5 octobre 1943   | Trondheim  | 3 décembre 1943   | Lorient    | 60 jours  |        |
| 3     | Oblt. Karl Boddenberg   | 23 janvier 1944  | Lorient    | 24 janvier 1944   | Lorient    | 2 jours   |        |
| L     | Oblt. Karl Boddenberg   | 26 janvier 1944  | Lorient    | 27 mars 1944      | Brest      | 62 jours  |        |
| 4     | Oblt. Karl Boddenberg   | 6 juin 1944      | Brest      | 8 juin 1944       | Brest      | 3 jours   |        |
| 5     | Oblt. Karl Boddenberg   | 11 juillet 1944  | Brest      | 13 juillet 1944   | Brest      | 3 jours   |        |
| 6     | Oblt. Karl Boddenberg   | 17 juillet 1944  | Brest      | 19 juillet 1944   | Brest      | 3 jours   |        |
| 7     | Oblt. Werner Müller     | 13 août 1944     | Brest      | 21 août 1944      | La Pallice | 9 jours   |        |
| 8     | Oblt. Karl Boddenberg   | 29 août 1944     | La Pallice | 7 octobre 1944    | Bergen     | 40 jours  |        |
| 9     | Oblt. Rolf-Werner Wentz | 16 janvier 1945  | Bergen     | 6 mars 1945       | Trondheim  | 50 jours  |        |
| 10    | Oblt. Rolf-Werner Wentz | 23 avril 1945    | Trondheim  | 20 mai 1945       | Sabordé    | 28 jours  |        |
| Total | Total                   | Total            | Total      | Total             | Total      | 282 jours | 0 t    |

Note : Oblt. = Oberleutnant zur See

### Opérations Wolfpack
L'U-963 a opéré avec les Wolfpacks (meute de loups) durant sa carrière opérationnelle.
- Siegfried (22 — 27 octobre 1943)
- Siegfried 2 (27 — 30 octobre 1943)
- Körner (30 octobre 1943 — 2 novembre 1943)
- Tirpitz 2 (2 — 8 novembre 1943)
- Eisenhart 5 (9 — 15 novembre 1943)
- Igel 2 (3 — 17 février 1944)
- Hai 2 (17 — 22 février 1944)
- Preussen (22 février 1944 — 14 mars 1944)